# Cytothymia absita
Cytothymia absita är en fjärilsart som beskrevs av Felder 1874. Cytothymia absita ingår i släktet Cytothymia och familjen nattflyn. Inga underarter finns listade i Catalogue of Life.